# Smaïl Diss
Smaïl Diss (ar. إسماعيل ديس, ur. 2 grudnia 1976 w Mostaganem) – algierski piłkarz grający na pozycji środkowego obrońcy.

## Kariera klubowa
Karierę piłkarską Diss rozpoczął w klubie ES Mostaganem. W 1999 roku zadebiutował w nim w drugiej lidze algierskiej. Grał w nim do 2001 roku i wtedy też odszedł do pierwszoligowego USM Blida. Występował w nim do 2008 roku i rozegrał w nim łącznie 209 spotkań, w których strzelił 13 goli.
W 2008 roku Diss odszedł z USM Blida do innego pierwszoligowca, ES Sétif. W 2009 roku i w 2012 roku wywalczył z nim mistrzostwo Algierii, a w 2010 i 2012 roku zdobył Puchar Algierii. Wraz z ES Sétif wygrał także Puchar Mistrzów Afryki Północnej (2009), Superpuchar Afryki Północnej (2010) i Puchar Zdobywców Pucharów Afryki Północnej (2010). W sezonie 2012/2013 grał w USM Bel Abbès, w którym zakończył karierę.
| Sezon   | Klub          | Kraj     | Rozgrywki            | Mecze | Bramki |
| ------- | ------------- | -------- | -------------------- | ----- | ------ |
| 1996/97 | ES Mostaganem | Algieria | II. liga             | ?     | ?      |
| 1997/98 | ES Mostaganem | Algieria | II. liga             | ?     | ?      |
| 1998/99 | ES Mostaganem | Algieria | II. liga             | ?     | ?      |
| 1999/00 | ES Mostaganem | Algieria | II. liga             | 24    | 3      |
| 2000/01 | ES Mostaganem | Algieria | Championnat National | 23    | 0      |
| 2001/02 | USM Blida     | Algieria | Championnat National | 28    | 3      |
| 2002/03 | USM Blida     | Algieria | Championnat National | 26    | 1      |
| 2003/04 | USM Blida     | Algieria | Championnat National | 26    | 2      |
| 2004/05 | USM Blida     | Algieria | Championnat National | 25    | 1      |
| 2005/06 | USM Blida     | Algieria | Championnat National | 23    | 1      |
| 2006/07 | USM Blida     | Algieria | Championnat National | 28    | 3      |
| 2007/08 | USM Blida     | Algieria | Championnat National | 27    | 3      |
| 2008/09 | ES Sétif      | Algieria | Championnat National | 24    | 2      |
| 2009/10 | ES Sétif      | Algieria | Championnat National | 22    | 1      |
| 2010/11 | ES Sétif      | Algieria | Championnat National | 18    | 1      |
| 2011/12 | ES Sétif      | Algieria | Championnat National | 21    | 3      |
| 2012/13 | USM Bel Abbès | Algieria | Championnat National | 12    | 0      |

## Kariera reprezentacyjna
W reprezentacji Algierii Diss zadebiutował 6 grudnia 2001 roku w zremisowanym 1:1 towarzyskim meczu z Ghaną. W tym samym roku został powołany do kadry Algierii na Puchar Narodów Afryki 2002. Na tym turnieju był rezerwowym i nie wystąpił ani razu. W kadrze narodowej od 2001 do 2007 roku rozegrał 4 meczów.